# Agrotis obscurior
Agrotis obscurior là một loài bướm đêm trong họ Noctuidae.